# FV Viktoria Wasseralfingen
Der FV Viktoria Wasseralfingen 1908 e. V. ist ein deutscher Fußballverein mit Sitz im Aalener Stadtbezirk Wasseralfingen im baden-württembergischen Ostalbkreis.

## Geschichte
Der Verein wurde im Jahr 1908 unter dem Namen Suevia Wasseralfingen gegründet. Bereits kurz darauf bekam der Verein aber seinen heutigen Namen.

### Fußball

#### Gründung bis Zweiter Weltkrieg
In der Saison 1939/40 trat der Verein in der Gruppe II der Qualifikation zur Aufstiegsrunde in die Gauliga Württemberg an. Dort unterlag man jedoch mit 3:8 nach Hin- und Rückspiel dem 1. FC Eislingen. Zur Saison 1944/45 durfte der Verein dann aus der Bezirksliga aufsteigen. Nach fünf Spielen, die die Mannschaft absolviert hatte, wurde der Spielbetrieb in der Staffel 1 aber dann bedingt durch den fortschreitenden Zweiten Weltkrieg abgebrochen. Zu diesem Zeitpunkt stand der Verein mit 0:10 Punkten und einem Torverhältnis von 9:41 Punkten auf dem siebten und damit letzten Platz der Tabelle.

#### Nachkriegszeit bis heute
Zur Saison 1954/55 qualifizierte sich der Verein als Teilnehmer der 2. Amateurliga für den WFV-Pokal. Dort unterlag man mit 1:2 den Sportfreunden Schwäbisch Hall.
In der Saison 2004/05 spielte die Mannschaft in der Bezirksliga Ostwürttemberg. Mit 32 Punkten landete die Mannschaft am Saisonende auf dem 13. Platz. In der nächsten Saison wurde dann daraus die Kreisliga A, in welcher der Verein ebenfalls auf dem 13. Platz die Saison beenden sollte. Zur Saison 2015/16 bildeten der FV, der DJK sowie der SV aus Wasseralfingen im Fußball-Bereich eine Spielgemeinschaft mit dem Namen SG Union Wasseralfingen. Diese spielt bis heute in der Kreisliga A.

### Weitere Abteilungen
Im Jahr 1951 wurde noch eine Tischtennis-Abteilung sowie im Jahr 1974 eine Damengymnastik-Abteilung gegründet. Im Jahr 1981 folgte dann noch eine Tennis-Abteilung. Diese Abteilung bestand dann bis zum Jahr 2006, nach welchem sie mangels Spielbetrieb aufgegeben wurde. Im Jahr 2007 wurde dann auch die Tischtennis-Abteilung aufgelöst, da die aktiven Mitglieder zum TSV Wasseralfingen wechselten.